# Millonarios a la fuerza
Millonarios a la fuerza  es una película argentina filmada en Eastmancolor dirigida por Enrique Dawi según su propio guion escrito en colaboración con Julio C. Castro que se estrenó el 12 de julio de 1979 y que tuvo como actores principales a Luis Landriscina, Mario Sánchez, Elena Lucena y Adolfo Linvel.

## Sinopsis
Dos hombres que viven en la provincia del Chaco reciben de golpe una fortuna y viajan a Buenos Aires.

## Reparto
- Luis Landriscina …Luis Robles
- Mario Sánchez …Mario
- Elena Lucena
- Adolfo Linvel …Don Diego
- Nené Malbrán
- Adriana Quevedo
- Thelma Stefani …Patricia
- Tito Mendoza
- Guido Gorgatti …Profesor
- Vicente La Russa
- Juan Carlos de Seta
- Alberto Irízar …Bombero
- Julio López …Tito González
- Julio Di Palma
- Beto Gianola
- Juan Duggan
- Vladimir Da Silva
- Domingo Di Núbila
- Palito Ortega …Fotógrafo
- Ricardo Jordán
- Carlos del Burgo …Mozo
- Romualdo Quiroga
- Max Berliner
- Adriana Quevedo
- Mario Fortuna (hijo)

## Comentarios
La Nación opinó:

«Un argumento muy elemental…una gran confusión en la totalidad de los diálogos cuya audición se pierde porque las voces se superponen.»

Clarín dijo:

«La dirección resulta algo improbable y la interpretación una frustrante serie de esfuerzos.»

Manrupe y Portela escriben:

«Asunto que bien podría pertenecer a una película de 1930, en un film poco recordado.»